# ノースカロライナあじさい祭り

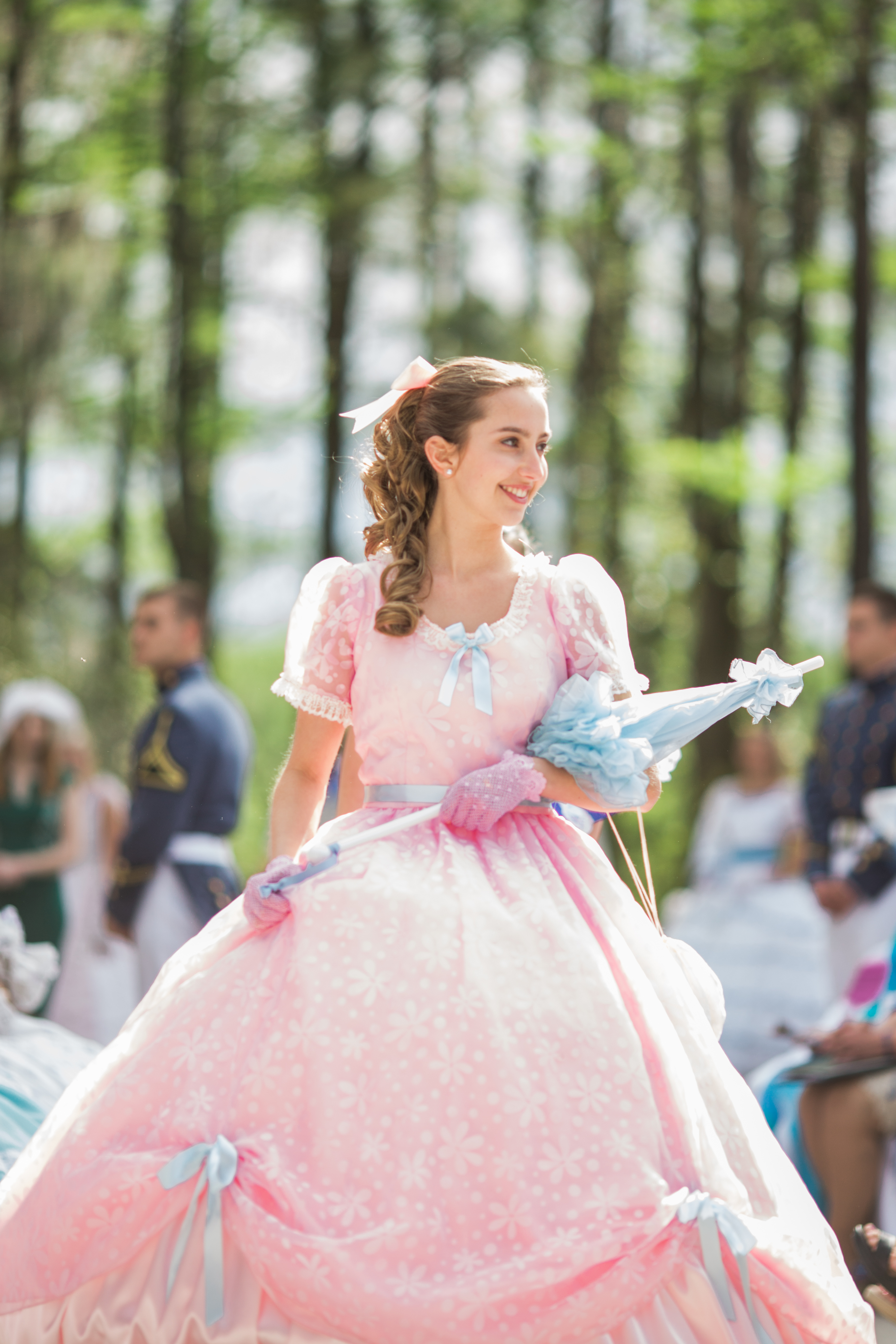
Azalea Belle（2016年）

ノースカロライナあじさい祭り (ノースカロライナあじさいまつり、英語: North Carolina Azalea Festival）は、米国ノースカロライナ州ウィルミントン市でアジサイに似たアザレアに関して毎年開催されるお祭りである。1948年に始まり、あじさい祭りは同州内最大のお祭りで、4月に開催される。
この祭りは、市立エアリーガーデンズを中心に開催されて、Cape Fear Garden Club Azalea Bellesと名付けられた女性たちも選ばれて祭りのホステスを務めたり、「ノースカロライナあじさい祭りの女王」も選ばれて、盛大に盛り上がる。

## 参照項目
- ノースカロライナ州の観光